# Меркан’Тур Классик Альпс-Маритимс 2023
3-й выпуск  Меркан'Тур Классик Альпс-Маритимс — шоссейной однодневной велогонки по дорогам Франции. Гонка прошла 30 мая 2023 года в рамках Европейского тура UCI 2023 (категория 1.1). Победу одержал эквадорский велогонщик Ричард Карапас.

## Участники
В гонке приняло участие 16 команд: 6 команд категории UCI WorldTeam, 6 ProTeam и 4 континентальных.
| UCI WorldTeams (6)- Cofidis - Intermarché-Circus-Wanty - Groupama-FDJ - EF Education-EasyPost - Arkéa-Samsic - AG2R Citroën Team UCI ProTeams (6)- Lotto Dstny - Israel-Premier Tech - TotalEnergies - Burgos-BH - Equipo Kern Pharma - Euskaltel-Euskadi UCI Continental Teams (4)- CIC U Nantes Atlantique - Electro Hiper Europa - Nice Métropole Côte d'Azur - Saint Michel-Mavic-Auber 93 |
| |

## Маршрут
Старт находился в Пюже-Тенье. Прибыв в План-дю-Вар, гонка направляется на север, поднимаясь по долине Везуби, чтобы достичь Сен-Мартен-Везуби, где проводится первый спринт дня, и перевала Колмиан, первой категории сложности. После спуска протяженностью почти двадцать километров гонщики пересекают Сен-Совер-сюр-Тине, где запланирован второй спринт, и начинают восхождение на Коль-де-ла-Куйоль, не имеющий категории. Оказавшись на вершине, короткий спуск ведет к Бейлю, а затем снова к Вальбергу, где находится финиш третьего промежуточного спринта. В конечном итоге пелотон направляется в Гийом, проезжая через Пеон, далее к финишу на двенадцатикилометровом подъеме к Вальбергу..

## Ход гонки
Диего Камарго и Марк Падун разогнали Ричарда Карапаса, благодаря чему он смог провести продуктивную атаку за 7 км до финиша. Олимпийский чемпион на заключительном подъёме на Вальберг был в одиночестве, и при попытках преследователей приблизится, Ричард Карапас ускорялся. Такая тактика позволила ему на 12 секунд опередить ближайшего преследователя и стать первым в этой гонке.

## Результаты
| \| Генеральная классификация \| Генеральная классификация \| Генеральная классификация \| Генеральная классификация \| Генеральная классификация \| \| Гонщик \| Гонщик \| Команда \| Время \| \| \| ------------------------- \| ------------------------- \| ------------------------- \| ------------------------- \| ------------------------- \| \| 1-й \| Ричард Карапас \| EF Education-EasyPost \| 4ч 47' 59 \| \| \| 2-й \| Феликс Галль \| AG2R Citroën Team \| + 12 \| \| \| 3-й \| Леннерт Ван Этвельт \| Lotto Dstny \| + 38 \| \| \| 4-й \| Ленни Мартинес \| Groupama-FDJ \| + 38 \| \| \| 5-й \| Кристиан Родригес Мартин \| Arkéa-Samsic \| + 38 \| \| \| 6-й \| Клеман Берте \| AG2R Citroën Team \| + 51 \| \| \| 7-й \| Гийом Мартен \| Cofidis \| + 1' 53 \| \| \| 8-й \| Луис Мейнтджес \| Intermarché-Circus-Wanty \| + 1' 53 \| \| \| 9-й \| Андрей Зейц \| Astana Qazaqstan Team \| + 1' 55 \| \| \| 10-й \| Сильвен Монике \| Lotto Dstny \| + 2' 24 \| \| |                          |                          |           |
| |                          |                          |           |
| Источник: ProCyclingStats |                          |                          |           |
| Генеральная классификация |                          |                          |           |
| Гонщик | Гонщик                   | Команда                  | Время     |
| 1-й | Ричард Карапас           | EF Education-EasyPost    | 4ч 47' 59 |
| 2-й | Феликс Галль             | AG2R Citroën Team        | + 12      |
| 3-й | Леннерт Ван Этвельт      | Lotto Dstny              | + 38      |
| 4-й | Ленни Мартинес           | Groupama-FDJ             | + 38      |
| 5-й | Кристиан Родригес Мартин | Arkéa-Samsic             | + 38      |
| 6-й | Клеман Берте             | AG2R Citroën Team        | + 51      |
| 7-й | Гийом Мартен             | Cofidis                  | + 1' 53   |
| 8-й | Луис Мейнтджес           | Intermarché-Circus-Wanty | + 1' 53   |
| 9-й | Андрей Зейц              | Astana Qazaqstan Team    | + 1' 55   |
| 10-й | Сильвен Монике           | Lotto Dstny              | + 2' 24   |